# Frechen
Frechen (pronunciación en alemán: /ˈfʁɛçn̩/ⓘ) es un municipio situado en el distrito de Rin-Erft, en el estado federado de Renania del Norte-Westfalia (Alemania), con una población a finales de 2016 de unos 52 171 habitantes.
Se encuentra ubicado al suroeste del estado, en la región de Colonia, a la orilla del río Erft —un afluente izquierdo del Rin— y a poca distancia al oeste de la ciudad de Colonia.